# جون إدوارد كاسيدي
جون إدوارد كاسيدي (بالإنجليزية: John Edward Cassidy, Jr.)‏ هو محامي وسياسي أمريكي، ولد في 31 يناير 1896، وتوفي في 25 مارس 1984.